# Ліга 2 (Індонезія)
Ліга 2 (індонез. Liga 2) — другий за рівнем футбольний дивізіон Індонезії. З моменту заснування у 1994 році і до 2008 року був найвищим дивізіоном Індонезії, після чого став другим за рівнем дивізіоном і до 2017 року мав назву Прем'єр-Дивізіон.

## Історія
1994 року Федерація футболу Індонезії (PSSI) вирішила об'єднати два паралельно існуючі футбольні чемпіонати країни — Персерікатан та Галатама. Всі клуби з обох вищих дивізіонів були об'єднані в Прем'єр-Дивізіон Ліги Індонезії. Першим чемпіоном єдиного турніру став клуб «Персіб Бандунг».
У 2008 році PSSI створив новий рівень, Суперлігу Індонезії (ISL), як нову вищу лігу. Відповідно Прем'єр-Дивізіон став другим рівнем індонезійського футболу.
В результаті триваючого конфлікту між PT Liga Indonesia (LI) і PT Liga Prima Indonesia Sportsindo (LPIS), у сезонах 2011/12 та 2013 було проведено два різних Прем'єр-Дивізіони, один для Суперліги Індонезії, а другий для Індонезійської Прем'єр-ліги. Починаючи з сезону 2014 Прем'єр-Дивізіон знову став організовуватись виключно PT Liga Indonesia після розпуску LPIS.
У січні 2017 року PSSI перейменовувала Прем'єр-Дивізіон у Лігу 2.

## Переможці

### Як вищий рівень футболу
| Сезон   | Назва ліги                       | Переможець                                                             | Рахунок                                                                | Фіналіст                                                               |
| ------- | -------------------------------- | ---------------------------------------------------------------------- | ---------------------------------------------------------------------- | ---------------------------------------------------------------------- |
| 1994–95 | Liga Indonesia (Liga Dunhill)    | Персіб Бандунг                                                         | 1–0                                                                    | Петрокіміа Путра                                                       |
| 1995–96 | Liga Indonesia II (Liga Dunhill) | Бандунг Рая                                                            | 2–0                                                                    | Макассар                                                               |
| 1996–97 | Liga Indonesia III (Liga Kansas) | Персебая Сурабая                                                       | 3–1                                                                    | Бандунг Рая                                                            |
| 1997–98 | Liga Indonesia IV                | турнір не завершено через політичні та економічні проблеми в Індонезії | турнір не завершено через політичні та економічні проблеми в Індонезії | турнір не завершено через політичні та економічні проблеми в Індонезії |
| 1998–99 | Liga Indonesia V                 | Семаранг                                                               | 1–0                                                                    | Персебая Сурабая                                                       |
| 1999–00 | Liga Bank Mandiri                | Макассар                                                               | 3–2                                                                    | Папук Калтім                                                           |
| 2001    | Liga Bank Mandiri                | Персіджа                                                               | 3–2                                                                    | Макассар                                                               |
| 2002    | Liga Bank Mandiri                | Петрокіміа Путра                                                       | 2–1                                                                    | Персіта Тангеранг                                                      |
| 2003    | Liga Bank Mandiri                | Персік Кедірі                                                          | –                                                                      | Макассар                                                               |
| 2004    | Liga Bank Mandiri                | Персебая Сурабая                                                       | –                                                                      | Макассар                                                               |
| 2005    | Liga Djarum Indonesia            | Персіпура Джаяпура                                                     | 3–2                                                                    | Персіджа                                                               |
| 2006    | Liga Djarum Indonesia            | Персік Кедірі                                                          | 1–0                                                                    | Семаранг                                                               |
| 2007–08 | Liga Djarum Indonesia            | Шривіджая                                                              | 3–1                                                                    | Медан                                                                  |

### Як другий рівень
| Сезон          | Назва ліги                       | Переможець               | Рахунок             | Фіналіст            |
| -------------- | -------------------------------- | ------------------------ | ------------------- | ------------------- |
| 2008–09        | Liga Utama Esia                  | Персісам Путра Самарінда | 1–0                 | Персема Маланг      |
| 2009–10        | Liga Joss Indonesia              | Персібо Божонегоро       | 3–1 pen.            | Делтрас             |
| 2010–11        | Liga Ti-phone                    | Персіба Бантул           | 1–0                 | Персіраджа          |
| 2011–12 (LI)   | Divisi Utama                     | Баріто Путера            | 2–1                 | Персіта Тангеранг   |
| 2011–12 (LPIS) | Divisi Utama LPIS                | Персепар Палангкарая     | round robin         | Про Дута            |
| 2013 (LI)      | Divisi Utama                     | Персебая Сурабая         | 2–0                 | Персеру Серуї       |
| 2013 (LPIS)    | Divisi Utama LPIS                | Слеман                   | 2–1                 | Лампунг             |
| 2014           | Divisi Utama                     | Пусаманія Борнео         | 2–1                 | Персіва Вамена      |
| 2015           | Divisi Utama                     | Турнір не завершено      | Турнір не завершено | Турнір не завершено |
| 2016           | Indonesian Soccer Championship B | Слеман                   | 3-4 (д.ч.)          | Чілачап             |
| 2017           | Liga 2                           |                          |                     |                     |

### Спонсорство
- Dunhill (1994–1996)
- Kansas (1996–1997)
- antv (1994-2002, лютий 2004-2013)
- Bank Mandiri (1999–2004)
- Djarum Super (2005–2008)
- Esia (2008–2009)
- Extra Joss (2009–2010)
- Ti-Phone (2010–2011)
- BV Sport/Kompas TV (2014–2015)
- Torabika (2016)
- Indofood (2017–present)